# Macaranga conglomerata
Macaranga conglomerata là một loài thực vật có hoa trong họ Đại kích. Loài này được Brenan mô tả khoa học đầu tiên năm 1949.